# Ernst Engelke
Ernst Engelke (* 1941 in Hildesheim) ist ein deutscher Theologe, Sozialpädagoge und Psychologe. Er war von 1980 bis 2007 Professor für Soziale Arbeit an der Fachhochschule Würzburg. Daneben ist er ein Wegbereiter der Hospizbewegung und der Palliative Care in Deutschland sowie Verfasser zahlreicher Publikationen zur Sozialen Arbeit und zur Sterbeforschung. Seine Lehr- und Forschungsgebiete sind Theorien und Handlungsmethoden der Sozialen Arbeit sowie das Erleben und Verhalten sterbenskranker Menschen, insbesondere die Kommunikation mit ihnen.

## Leben
Engelke studierte Philosophie, Theologie und Psychologie an der Albert-Ludwigs-Universität Freiburg und der Universität Würzburg, wo er 1978 zum Doktor der Theologie promoviert wurde. 2000 habilitierte er sich für das Lehrgebiet Erziehungswissenschaft/Sozialpädagogik an der Technischen Universität Berlin.
Engelke war in der Klinikseelsorge, der Ehe-, Familien- und Lebensberatung sowie der Sozialpsychiatrie tätig. Zudem arbeitete er als Supervisor und Lehrtherapeut für Psychodrama, Gruppenpsychotherapie und Soziometrie. Für die Entwicklung der Hospizbewegung in Deutschland war der von ihm zusammen mit Marianne Riedel und Hans-Joachim Schmoll gedrehte Fernsehfilm Hoffnung wider alle Hoffnung – Vom Umgang mit Todkranken von großer Bedeutung. Zusammen mit Hans-Joachim Schmoll und Georg Wolff veranstaltete er 1977 in Hannover die erste bundesweite Tagung „Sterbebeistand bei Kindern und Erwachsenen – Aufgabe und Ohnmacht“.
Von 1993 bis 1995 war er Mitglied der Fachrichtungskommission Sozialwesen, die im Auftrag des Bayerischen Staatsministeriums für Wissenschaft und Kunst eine neue Rahmenstudienordnung für den Fachhochschulstudiengang Soziale Arbeit in Bayern erarbeitete. Außerdem war er Mitglied der Arbeitsgruppe zur Einrichtung von Fachhochschulstudiengängen im Pflegebereich. Seit 2001 engagiert er sich in der Akademie für Palliativmedizin, Palliativpflege und Hospizarbeit sowie auf den Palliativstationen der Stiftung Juliusspital Würzburg.

## Schriften (Auswahl)
- Signale ins Leben. Begegnungen mit Sterbenden. Pfeiffer, München 1977
- als Hrsg. mit Hans-Joachim Schmoll und Georg Wolff: Sterbebeistand bei Kindern und Erwachsenen. Enke, Stuttgart 1979.
- Sterbenskranke und die Kirche. Chr. Kaiser, München 1980.
- Soziale Arbeit als Wissenschaft, eine Orientierung. 1. Auflage, Lambertus, Freiburg im Breisgau 1992
- Wenn Angst mit Hoffnng kämpft. In der Balance zwischen Wahrheit und Mitgefühl – Aufklärung am Krankenbett. In: Süddeutsche Zeitung. 14.–16. April 2001.
- mit Stefan Borrmann, Christian Spatscheck: Theorien der Sozialen Arbeit. Eine Einführung. 7. Auflage, Lambertus, Freiburg im Breisgau 2018
- mit Christian Spatscheck, Stefan Borrmann: Die Wissenschaft Soziale Arbeit: Werdegang und Grundlagen. 5. neu bearbeitete Auflage, Lambertus, Freiburg im Breisgau 2024
- Gegen die Einsamkeit Sterbenskranker. Wie Kommunikation gelingen kann. Lambertus, Freiburg im Breisgau 2012
- Die Wahrheit über das Sterben. Wie wir besser damit umgehen. Rowohlt Taschenbuch Verlag, Reinbek bei Hamburg 2015
- mit Irene Marx: Patienten erreichen. Gesprächsführung für Ärzte und Pflegekräfte. Elsevier, München 2022
- mit Michael Reinhard, Lea Reinhard: Podcast "Sterben & Trauern"  10 Folgen https://open.spotify.com/show/0FeZQaDy7sbqKMewwB1n1y